# Christian Philipp von Roques
Christian Philipp von Roques (* 9. Oktober 1808 in Treysa; † 31. Dezember 1891 in Kassel) war ein deutscher Jurist und Politiker.
Von Roques war der Sohn des Hauptpfarrers und Metropoliten in Treysa Jean Christophe François (Franz) von Roques und dessen Ehefrau Catharina Sophie Göbel. Er heiratete am 15. April 1857 in Frankfurt am Main Bertha Katharina Roques, die Tochter des Handelsmanns Franz Theodor Ferdinand Roques. Der kurhessische Kriegsminister Hieronymus Heinrich von Roques (1795–1850) war ein Bruder.
Von Roques studierte ab 1824 Rechtswissenschaften in Marburg. 1832 wurde er Landgerichtsassessor in Kassel und 1835 in Rauschenberg. 1836 wurde er Obergerichtsassessor in Kassel, wo er 1842 Obergerichtsrat wurde. 1843 wechselte er als Regierungsrat an die Regierung der Provinz Niederhessen und war ab 1844 gleichzeitig landesherrlich bestelltes Mitglied der Direktion der Friedrich-Wilhelms-Nordbahn-Gesellschaft. Ab 1845 war er Vortragender Rat im Kasseler Innenministerium, ab 1846 auch Mitglied der Oberbaudirektion. 1849 wurde er Obergerichtsrat in Kassel und 1850 in Hanau. 1850 wurde er auch landesherrlicher Kommissar der Stifte Kaufungen und Wetter. Ab 1851 war er Oberappellationsgerichtsrat am Oberappellationsgericht Kassel und zeitweise auch kurhessischer Gesandter beim Bundestag des Deutschen Bundes. 1867 ging er in Pension.
1850 war er Mitglied des Staatenhauses des Erfurter Unionsparlaments.